# Coincidências entre Kennedy e Lincoln

Abraham Lincoln

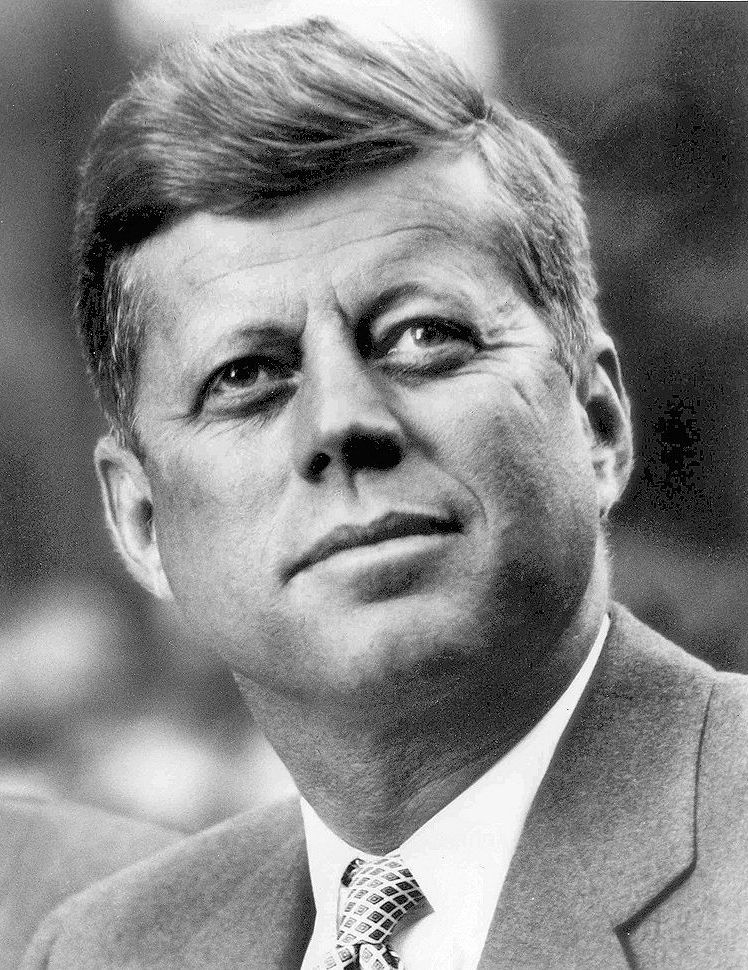
John F. Kennedy

A lista de coincidências entre Abraham Lincoln e John F. Kennedy é uma série de paralelos entre as vidas destes dois presidentes da história americana. A primeira lista foi publicada na imprensa americana, em 1964, após o assassinato de John F. Kennedy, no ano anterior. Apareceu, anteriormente, no G.O.P Congressional Committee Newsletter. Atualmente, circula pela internet, em idiomas diferentes, esse suposto cruzamento de dados biográficos, entre John F. Kennedy e Abraham Lincoln. O escritor científico Martin Gardner desmistificou grande parte da lista em um artigo na revista Scientific American, posteriormente reproduzido em seu livro The Magic Numbers of Dr. Matrix. A lista de Gardner continha 16 afirmações. Atualmente, a lista continua a circular através da mídia, tendo permanecido no imaginário coletivo por décadas.

## A lista
Abaixo, está a versão original da lista. Muito tem sido negado, e algumas declarações são "meias verdades". Alguns folcloristas têm argumentado que a lista era uma maneira de as pessoas encontrarem sentido para os dois eventos trágicos na história dos Estados Unidos, à procura de padrões. No entanto, Gardner e outros observaram que é relativamente fácil encontrar padrões de semelhanças entre duas pessoas ou eventos similares.
| Afirmação | Correto? | Comentários |
| --- | -------- | --- |
| Abraham Lincoln foi eleito para o Congresso em 1846. John F. Kennedy foi eleito para o Congresso em 1946.                                                                                         | Sim      | |
| Abraham Lincoln foi eleito presidente em 1860. John F. Kennedy foi eleito presidente em 1960. | Sim      | Ver eleição presidencial nos Estados Unidos em 1860 e eleição presidencial nos Estados Unidos em 1960 |
| Os nomes Lincoln e Kennedy têm 7 letras. | Sim      | |
| Ambos estavam comprometidos na defesa dos direitos civis. | Sim      | Lincoln defendeu a Proclamação de Emancipação e Kennedy a Lei dos Direitos Civis de 1964. |
| As esposas de ambos perderam filhos enquanto viviam na Casa Branca. | Sim      | Willie Lincoln morreu em 1862, aos 11 anos, ao que se sabe de febre tifoide. Patrick Bouvier Kennedy morreu em 1963, dois dias após seu nascimento prematuro. A lista não reconhece a diferença nas idades e causas de morte de Willie e Patrick nem menciona que Lincoln havia perdido outro filho antes de virar presidente.            |
| Ambos estavam preocupados com os problemas dos negros norte-americanos. | Sim      | Lincoln combateu a escravidão, enquanto Kennedy combateu a segregação. |
| Ambos foram baleados numa sexta-feira. | Sim      | Lincoln foi baleado na Sexta-Feira Santa, 14 de abril de 1865, e Kennedy na sexta-feira, 22 de novembro de 1963. No entanto, a chance de dois eventos ocorrerem no mesmo dia da semana é de uma em sete (14,2%) e a lista não menciona que os assassinatos tiveram um intervalo de 98 anos e ocorreram em meses e dias do mês diferentes. |
| Ambos foram assassinados com um disparo na cabeça. | Sim      | No entanto, é comum que assassinos de figuras importantes mirem na cabeça de suas vítimas devido à vulnerabilidade desta parte do corpo. No entanto, não é mencionado que o assassino de Lincoln estava bem atrás dele, enquanto o de Kennedy era um sniper a quilômetros de distância do alvo.                                           |
| Ambos foram assassinados na presença da esposa. | Sim      | |
| Lincoln tinha um secretário de sobrenome Kennedy e Kennedy tinha uma secretária de sobrenome Lincoln.                                                                                             | Não      | A secretária de Kennedy chamava-se Lincoln (sobrenome de casada) e ela avisou a ele para não ir a Dallas. Lincoln teve secretários homens, mas nenhum se chamava Kennedy (um sobrenome de origem irlandesa que surgiu nos Estados Unidos tempos depois).                                                                                  |
| Ambos foram assassinados por sulistas. | Não      | Oswald nasceu em Nova Orleães, no estado de Luisiana, tipicamente considerado parte do sul dos Estados Unidos, mas Booth nasceu em Maryland, um estado do norte, apesar de ser um forte simpatizante da causa sulista/confederada. |
| Ambos os seus sucessores chamavam-se Johnson. | Sim      | O sucessor de Lincoln from Andrew Johnson e o de Kennedy foi Lyndon B. Johnson. No entanto, Johnson é desde o século XIX e antes um dos sobrenomes mais comuns nos Estados Unidos. |
| Os nomes dos sucessores de Lincoln e Kennedy têm 6 letras. | Sim      | No entanto, isso é óbvio considerando o fato anterior. |
| Ambos foram sucedidos por sulistas. | Sim      | Andrew Johnson nasceu na Carolina do Norte e Lyndon Johnson nasceu no Texas. No entanto, é importante ressaltar que Lincoln e Kennedy eram ambos do norte do país, era comum que presidentes escolhessem políticos de outras regiões como seus vices.                                                                                     |
| Andrew Johnson, que sucedeu a Lincoln, nasceu em 1808. Lyndon Johnson, que sucedeu a Kennedy, nasceu em 1908.                                                                                     | Sim      | |
| Ambos os assassinos eram conhecidos por 3 nomes: John Wilkes Booth e Lee Harvey Oswald | Sim      | No entanto, é comum a mídia americana divulgar o nome do meio de assassinos para evitar manchar a reputação de pessoas com nomes similares (há muitos John Booths e Lee Oswalds). |
| Os nomes de ambos os assassinos têm 15 letras. | Sim      | |
| Booth nasceu em 1839, enquanto Oswald nasceu em 1939. | Não      | Oswald de fato nasceu em 1939, mas Booth nasceu na verdade em 1838. |
| Booth fugiu de um theater e escondeu-se em um depósito. Oswald fugiu de um depósito e foi apanhado em um theater. Obs.: Em inglês, a palavra theater pode significar tanto "teatro" como cinema". | Não      | Booth fugiu do Teatro Ford onde baleou Lincoln, mas foi capturado em um celeiro de tabaco na Virgínia, não num depósito. Oswald fugiu do Texas School Book Depository, um depósito onde havia trabalhado e onde atirou em Kennedy, e foi preso em um cinema.                                                                              |
| Booth e Oswald foram assassinados antes de seu julgamento. | Sim      | Embora Oswald tenha sido de fato assassinado por um civil (Jack Ruby), Booth foi baleado pela polícia num prédio em chamas após não se render. |